# IJsvermaak (Jan Griffier I)
IJsvermaak is een schilderij van Jan Griffier I, vermoedelijk uit de periode 1710-1719. Het behoort tot de collectie van het Koninklijk Museum voor Schone Kunsten Antwerpen. Griffier vervaardigde het in olieverf op een koperen plaat van 49 x 64 cm. Het bevat onderaan rechts een signatuur (GRIFFIER [176]).

## Context
Het winterlandschap evolueerde aan het begin van de zeventiende eeuw tot een zelfstandig genre binnen de Hollandse schilderkunst. Het groeide uit de Vlaamse zestiende-eeuwse landschapskunst die op zijn beurt afstamde van de kalenderminiaturen in verluchte handschriften. Winterse taferelen waren zeer populair. Griffier was echter niet de eerste Noord-Nederlandse schilder die een winterlandschap met ijsvermaak uitbeeldde. Dat was Hendrick Avercamp (Amsterdam 1585 - Kampen 1634).

### Biografie
Jan I Griffier (ca. 1650-1718) was een succesvol schilder van Nederlandse komaf. Hij leidde een avontuurlijk bestaan op een woonboot. Hij werd geruïneerd door een schipbreuk toen hij in 1695 terugkeerde naar de Nederlanden. Hij kwam de ramp echter te boven en ging in 1704 terug naar Londen. Griffier trouwde driemaal. Twee van zijn zonen, Jan II (John) en Robert traden in zijn voetsporen. Ze werkten voornamelijk in Engeland en specialiseerden zich in kasteel-, zee- en riviergezichten. IJsvermaak is een voorbeeld van zo’n riviergezicht. Onder meer dankzij Griffiers werken kunnen wetenschappers zich een beeld vormen van de Kleine IJstijd die tussen 1550 en 1850 heerste in Noordwest-Europa.

## Beschrijving
Vermoedelijk schilderde Griffier dit werk rond 1710-9. Hij voorzag een koperen drager, waardoor het tot op heden nog zijn frissen en gladde uiterlijk heeft behouden. In tegenstelling tot houden panelen vertoont IJsvermaak geen craquelures. Door het hoge gezichtspunt, de decoratief uitwaaierende bomen, de veelkleurige anekdotische details en de toneelmatige opbouw doet het werk denken aan Avercamps composities.
Onder een grijs-roze luchtpartij is een bevroren landschap zichtbaar. Op de bevroren vijver amuseert jong, oud, arm en rijk zich. Mensen sleeën, glibberen en schaatsen. Een rijkere familie maakt zelfs een tochtje op een rijkelijk versierde arrenslee en links zien enkele figuren in een ijsschuit te zien. Vooraan links beeldde Griffier een zittende figuur af die zijn schaatsen aandoet. De twee figuren daarnaast (meer centraal) dragen een kolfstok. Dat was de voorloper van een golfstok en was een attribuut voor het immens populaire kolfspel dat het hele jaar door gespeeld werd. Rechts op het ijs schilderde Griffier een vallende vrouw die de minder aangename gevolgen van de vrieskou verbeeldt.
De vallende vrouw refereerde mogelijk naar zeventiende-eeuwse morele waarschuwingen voor de onaangename gevolgen van ijspret. Vooral de roekeloosheid van schaatsers en de onbetrouwbaarheid van het ijs komen steeds terug. Het ging zelfs zo ver dat de titel van Pieter Bruegels prent de Schaatsenrijders bij de Sint-Jorispoort in Antwerpen bij een zeventiende-eeuwse herdruk werd vervangen door de Slibberachtigheyt van ’s menschen leven. Mogelijk wilde ook Griffier die slibberachtigheid uitbeelden. Het vallen en opstaan van de schaatsers zou refereren aan het morele falen en slagen van de mens.

## Provenance
Het Koninklijk Museum voor Schone Kunsten Antwerpen bezit het werk sinds 1908. Het was toen in staat het schilderij in Londen aan te kopen van de tot Engelsman genaturaliseerde Nederlandse kunstenaar John St. Hensé. Met hem deden ook Henry Clay Frick (The Frick Collection, New York) en Léonce en Paul Rosenberg zaken.
Het voorziene geld (1.000 frank) kwam van Oscar Nottebohm (1865-1935). Deze was een rijke Antwerpse kunstkenner van Duitse afkomst. Hij had zijn fortuin vergaard via de overzeese groothandel en begunstigde daarmee tal van Antwerpse instellingen. Hij legateerde meer dan 2.000 boeken aan het Koninklijk Museum voor Schone Kunsten Antwerpen, voorzag grote sommen geld voor aankopen (zoals dit IJsvermaak) en schonk tientallen kunstwerken van onschatbare waarde.

## Referentielijst
1. ↑  A.J.J. Delen, in Koninklijk Museum voor Schone Kunsten - Antwerpen. Beschrijvende Catalogus. I. Oude meesters, 1948, p. 127.
2. 1 2  Siska Beele, in Het Museumboek. Hoogtepunten uit de verzameling, 2003, p. 132.
3. 1 2  Leen de Jong in Zaal Z, JG 2, Nr. 7, omslag, 2013.
4. ↑  https://www.kmska.be/nl/collectie/highlights/IJsvermaak.html ; Siska Beele, in Het Museumboek. Hoogtepunten uit de verzameling, 2003, p. 132.
5. ↑  IJsvermaak - KMSKA. www.kmska.be. Gearchiveerd op 8 augustus 2018. Geraadpleegd op 8 augustus 2018.
6. ↑  Catalogus KMSKA, Schilderkunst, Oude Meesters; Siska Beele, in Het Museumboek. Hoogtepunten uit de verzameling, 2003, p. 132.
7. ↑  Leen de Jong in Zaal Z, JG 2, Nr. 7, omslag, 2013; A.J.J. Delen, in Koninklijk Museum voor Schone Kunsten - Antwerpen. Beschrijvende Catalogus. I. Oude meesters, 1948, p. 127.